# HD 12139
HD 12139 är en ensam stjärna belägen i den mellersta delen av stjärnbilden Väduren. Den har en  skenbar magnitud av ca 5,89 och är svagt synlig för blotta ögat där ljusföroreningar ej förekommer. Baserat på parallax enligt Gaia Data Release 2 på ca 9,3 mas, beräknas den befinna sig på ett avstånd på ca 351 ljusår (ca 107 parsek) från solen. Den rör sig närmare solen med en heliocentrisk radialhastighet på ca –2 km/s. Stjärnan ingår med stor sannolikhet i Herkulesströmmen.

## Egenskaper
HD 12139 är en orange till röd jättestjärna av spektralklass K0 III-IV, som har förbrukat förrådet av väte i dess kärna och utvecklas till en jättestjärna. Den har en massa som är ca 1,7 solmassor, en radie som är ca 11 solradier och har ca 58 gånger solens utstrålning av energi från dess fotosfär vid en effektiv temperatur av ca 4 800 K.
En följeslagare med magnituden 9,36 ligger med en vinkelseparation på 199,70 bågsekunder från primärstjärnan vid en positionsvinkel på 9° år 2015. Det är oklart om de två är fysiskt förbundna.